# Брилёвка (Северо-Казахстанская область)
Брилёвка (каз. Брилевка) — село в районе имени Габита Мусрепова Северо-Казахстанской области Казахстана. Входит в состав Возвышенского сельского округа. Код КАТО — 596637200.

## География
Расположено на берегу реки Акканбурлык.

## Население
В 1999 году численность населения села составляла 99 человек (50 мужчин и 49 женщин). По данным переписи 2009 года, в селе проживало 51 человек (26 мужчин и 25 женщин).